# ليزا تاتل
ليزا تاتل (بالإنجليزية: Lisa Tuttle)‏ (16 سبتمبر 1952، هيوستن في الولايات المتحدة)؛ صحفية، كاتِبة وروائية أمريكية. درست في جامعة سيراكيوز.

## روابط خارجية
- ليزا تاتل على موقع IMDb (الإنجليزية)